# Borup Kommune
Borup Kommune var en dansk sognekommune i Randers Amt fra 1842 til 1970. Kommunen bestod af Borup Sogn. Den blev ved kommunalreformen i 1970 en del af Randers Kommune.